# Sisal (Yucatán)
Sisal es un puerto mexicano ubicado en el litoral nor-poniente del Estado de Yucatán, en el Golfo de México y localizado en el municipio de Hunucmá. En el pasado fue llamado también Santa María de Zizal.
Sisal fue históricamente el principal puerto de Yucatán desde el siglo XVI hasta inicios del siglo XX, cuando fue sustituido por el puerto de Progreso, fundado para absorber el manejo de la entonces industria principal del estado, que era la industria henequenera. 
El pueblo se encuentra a 53 km al noroeste de Mérida, la capital del estado. Durante el tiempo de la Colonia, la ley española vigente establecía que el único puerto por el que podía comerciar la provincia era el de Campeche, entonces parte de Yucatán. Sin embargo, debido a la lejanía de Campeche con Mérida y a la rivalidad histórica entre ambas poblaciones, fue habilitado un puerto más cercano a la ciudad capital, el cual fue oficialmente establecido el año de 1811. 
Históricamente, sin embargo, el puerto de Sisal fundado por los mayas quienes lo utilizaron durante el cacicazgo de los Ah Canul tal y como se detalla en el Códice de Calkiní.
Durante el periodo colonial, inclusive, fue construido un fuerte para la defensa del puerto, al que en 1845 se agregó un faro. Tanto el fuerte como el faro subsisten hasta la actualidad, constituyendo un atractivo turístico. 
Posteriormente a la independencia de México, Sisal, sin las restricciones comerciales coloniales, floreció aún más, lo cual contribuiría a la tensión política que condujo a la separación del estado de Campeche de Yucatán a mediados del siglo XIX. 
Más tarde, al establecerse el nuevo puerto de Progreso, llamado oficialmente Progreso de Castro, Sisal decayó notablemente, hasta convertirse en la pequeña localidad pesquera que es el día de hoy.
Existen en la actualidad nuevos proyectos para desarrollar Sisal con un puerto de abrigo dedicado a la navegación de recreo y a la pesca deportiva.
Desde el 1 de diciembre de 2020 es uno de los siete Pueblos Mágicos de Yucatán.

## Toponimia
El nombre de Sisal, proviene del maya que significa «Lugar donde el frío es pesado y penetrante» (síis, frío; aal, pesado).
Otros significados que se atribuyen al nombre del puerto son: «Frescura y sombra que hacen los árboles grandes» (síis óol) e «hijo o hija de mujer» (aal).

## Historia
Sisal Precolombino

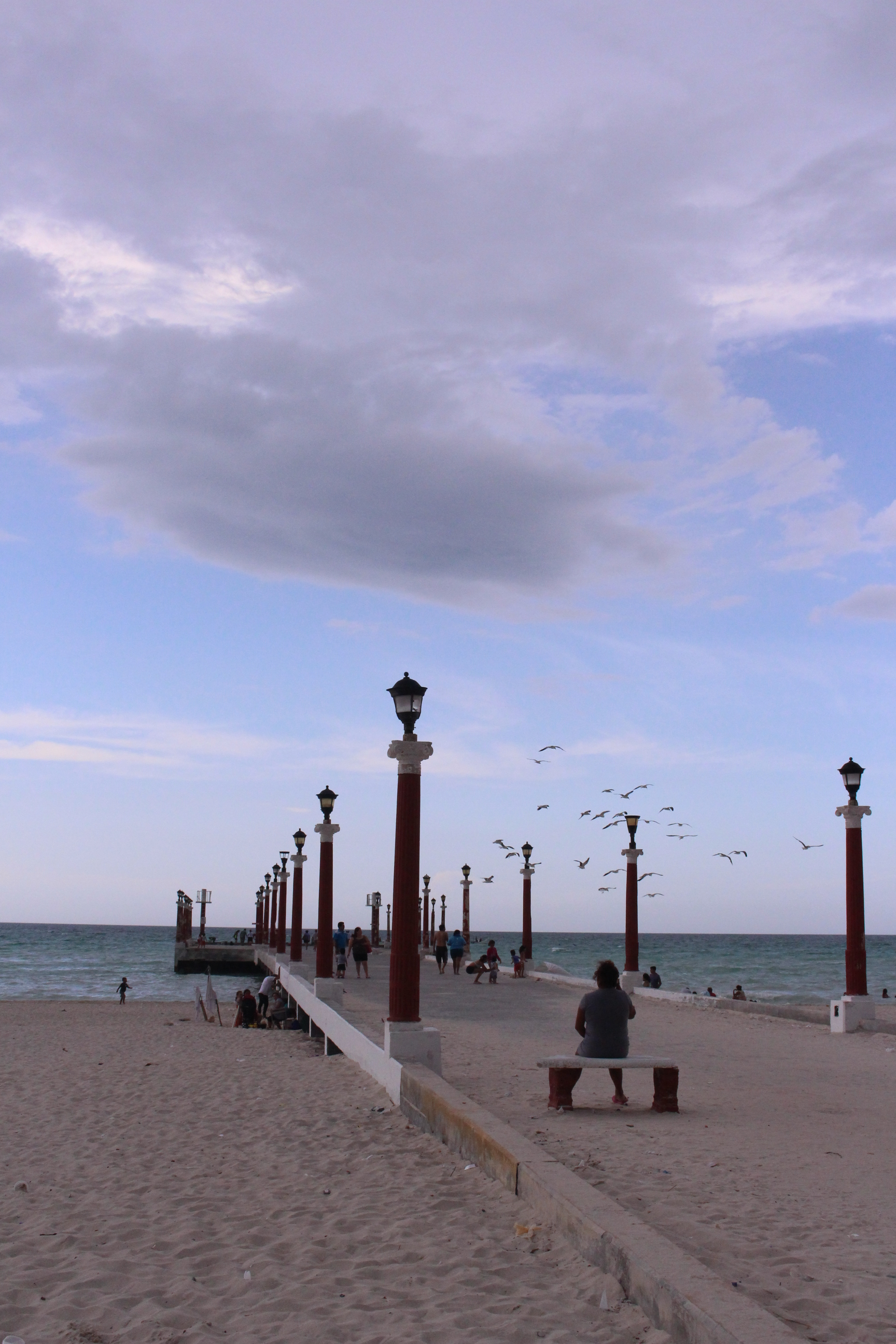
El muelle de Sisal es una de las imágenes más características del municipio.

Los antiguos grupos que habitaron las costas de la península de Yucatán en épocas prehispánicas, estuvieron fundamentalmente relacionados con los poblados y los grandes centros ceremoniales mayas de tierra adentro. Hay evidencias que muestran la travesía que estos grupos realizaban para explorar las costas y comerciar sal, pescado, telas, utensilios de cerámica, entre otros productos.
Señorío de Ah-Canul
En un escrito maya antiguo conocido como el Códice de Calkiní se narra la migración de los hermanos Canul y se presenta en una descripción de los límites de la provincia maya del señor Ah-Canul del norte, del cual Sisal formaba parte y se menciona los orígenes de este puerto. La cita más antigua señala que el sacerdote maya Ah-Kin Canul tenía aquí cuatro embarcaciones en las que pescaban sus esclavos y probablemente servían para el comercio con otras poblaciones indígenas del Golfo de México hasta el Mar Caribe. Esto ocurría durante el período posclásico tardío (1250-1517), cuando las costas empezaron a poblarse, permitiendo destacar como uno de los principales puertos del comercio marítimo de la región maya.
Poblamiento inicial
Existen evidencias arqueológicas que revelan la existencia del poblamiento maya anterior a la conquista hispana. Es posible que haya sido un pueblo de otra región el que se estableció aquí y creó alianzas con otros puertos de la zona para el comercio y así ampliar su poderío. Parece ser que los primeros pobladores arribaron a la esquina noreste de la península de Yucatán alrededor del 700 a. C. Étnicamente, se cree que fueron grupos mayas que ya contaban con una avanzada organización sociocultural y una elaborada tradición cerámica. Sisal y otros sitios costeros del noreste de Yucatán formaron partes de las redes de intercambio a larga distancia que Chichén Itzá estableció con el Golfo de México. Existieron pequeñas aldeas de pescadores y recolectores de sal en Chuburná Puerto y Sisal.
Ocupación de Sisal en la etapa colonial
El puerto de Sisal fue ocupado por el mariscal de campo, Pedro de Ballesteros en 1585. Recibió el nombre se «Santa María de Zizal», que le fue otorgado por Fray Diego López de Cogolludo.
Igual que en la época prehispánica, Sisal tuvo importancia comercial y política durante la Colonia. Aquí se comerció algodón, palo de tinte, tabaco, grana, así como el henequén yucateco que era exportado precisamente de este puerto, razón por la cual a la fibra del agave se le llama sisal o sisalana en otras latitudes.
Importancia Comercial
Sisal fue declarado puerto menor el 3 de marzo de 1811. Previamente, en 1798, se le concedió la absoluta libertad de derechos para el comercio directo con España como en el interior de puerto a puerto. Sisal adquirió gran importancia después de ese nombramiento, pues el comercio de Mérida y de la península con España y Cuba, se realizó por este lugar. La buena situación no duró mucho, debido a las malas condiciones del puerto, además que los caminos en mal estado que conducían a Mérida, hicieron inadecuado el tránsito de mercancías. Otra desventaja fue la falta de defensas suficientes en el caso de ser atacado por piratas. Sisal se conectó a Mérida por un camino de 53 km terminado en 1564, pero la ciénega dificultaba la ruta a diferencia de Campeche, que finalmente dominó la comunicación al mar.
De todas formas, por su impotencia económica, Sisal fue declarada villa en 1840, siendo la sede del Ayuntamiento que controlaba la costa de Yucatán desde Celestún hasta Isla Mujeres. El nombramiento fue proclamado por Benito Pérez Valdelomar, gobernador de Yucatán. A mediados del siglo XVIII el puerto de Sisal ya ocupaba el tercer lugar por el número de sus exportaciones, solo superado por Carmen y Campeche.
Primeras construcciones coloniales

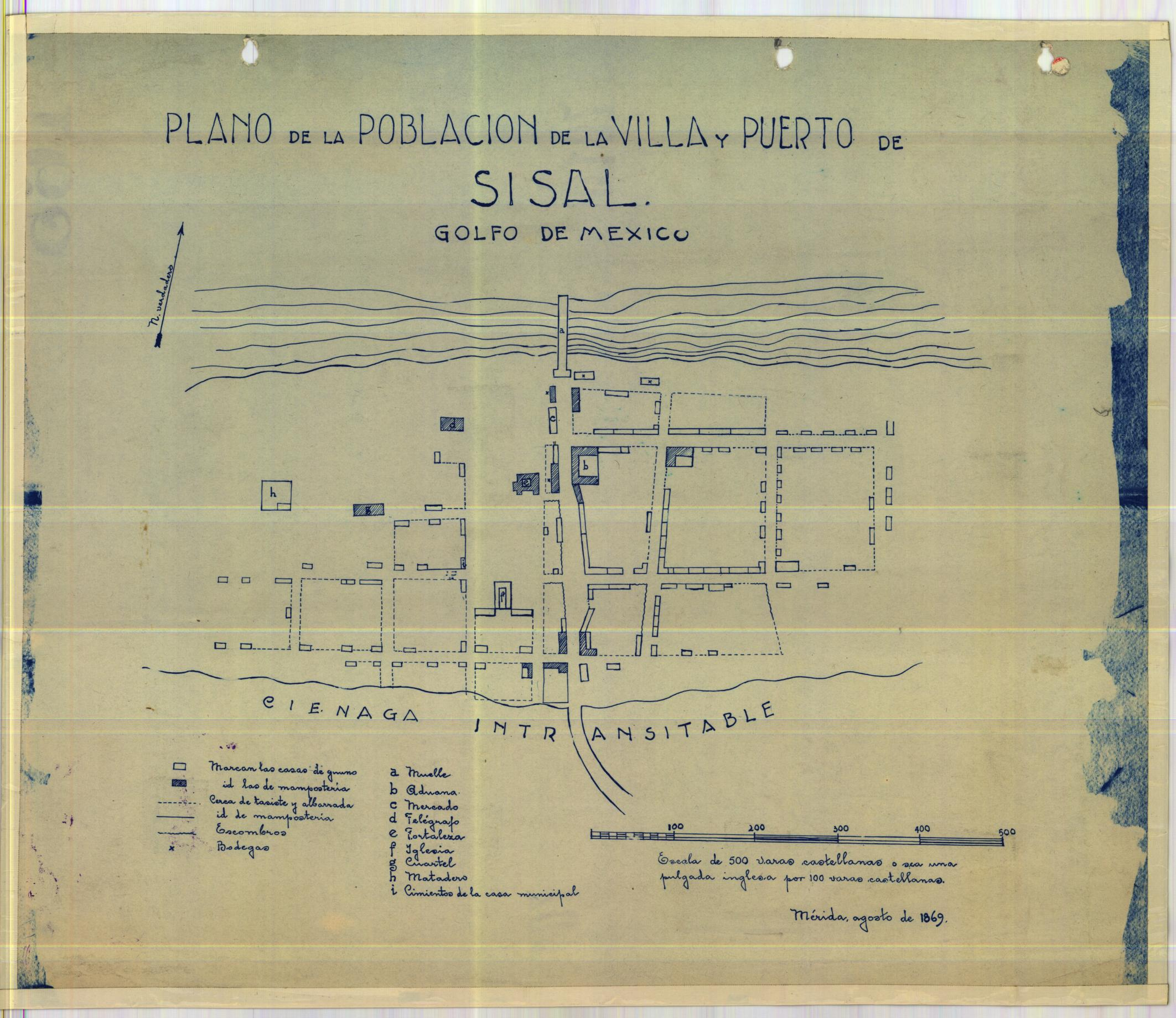
Plano de la población de la villa y puerto de Sisal (1869).

A causa de los ataques y asaltos de piratas, fue necesario abandonar muchos puertos durante la segunda mitad del siglo XVI. Sisal no corrió la misma suerte gracias a la construcción del Fuerte de Santiago, cuyos planos fueron trazados en 1596 por Juan Miguel Agüero, el mismo que terminó la construcción de la Catedral de Mérida en 1598. Con protección, para 1765 se reportaba la existencia de un comercio peninsular entre Campeche, Sisal y Mérida, basado en cera de abejas, cuero, copal, ébano y palo de tinte. No obstante, el buen desempeño del fuerte, la actividad comercial de Sisal decaería a lo largo de 150 años, y no se ha podido recuperar.
Otro camino
Mérida-Sisal fue construido por Diego de Quijada a mediados del siglo XVIII haciendo evidente la necesidad que había en ese entonces de habilitar un puerto más cercano a  Mérida que el de Campeche, para la exportación de los productos del norte de la Península. A Sisal llegaban toda clase de embarcaciones de vela dedicadas al comercio exterior y al cabotaje: bancos nacionales y extranjeros de más de 100 toneladas. Ya en la segunda mitad del siglo XIX comenzaron a llegar a Sisal los primeros buques de vapor, algunos de mucho mayor tonelaje que los grandes veleros. Al tomar auge, la exportación del henequén se intensificó el movimiento en el puerto convirtiendo a Sisal en un importante sitio en la navegación comercial. Cambió la situación el 1844, cuando se trasladó la aduana marítima que funcionaba en Sisal hacia Progreso, por ser más cercano a Mérida.
Guerra de Castas
Durante la Guerra de Castas (1847-1901) en la cual se enfrentaron los sublevados mayas yucatecos contra los denominados «blancos» (descendientes de españoles y mestizos), estos últimos se vieron amenazados por la rápida toma de ciudades por parte de los soliviantados por lo que algunas familias optaron por abandonar la península a través de este puerto.

## Patrimonio cultural inmaterial

#### Gastronomía
Aquí puedes saborear ricos ceviches frescos y pescados cocinados de diferentes formas. Entre los platillos típicos se encuentra un carpaccio de caracol, un pulpo frito o manos de cangrejo.

## Visita de la Emperatriz
Como principal puerto de entrada a la península de Yucatán, Sisal fue lugar de acontecimientos históricos: por ejemplo, durante el Segundo Imperio Mexicano, desembarcó la emperatriz Carlota de México en su visita a Yucatán. El 22 de noviembre de 1865, a las once y cincuenta de la mañana, fondeó frente al puerto el vapor nacional Tabasco, a bordo del cual llegó la Emperatriz con familiares y comitiva. Hoy, esta hacienda silenciosa aún se mira con una construcción del siglo XIX la que habla del auge del henequén. Por dentro, luce una gran construcción rectangular rodeada en sus cuatro lados por un amplio pórtico con arcos conopiales, lo que le da un cierto sabor mudéjar a su apariencia, subsiste la capilla, y en diversos lugares se aprecia la forma como en esa época se techaban las habitaciones: con troncos y mampostería integrados.

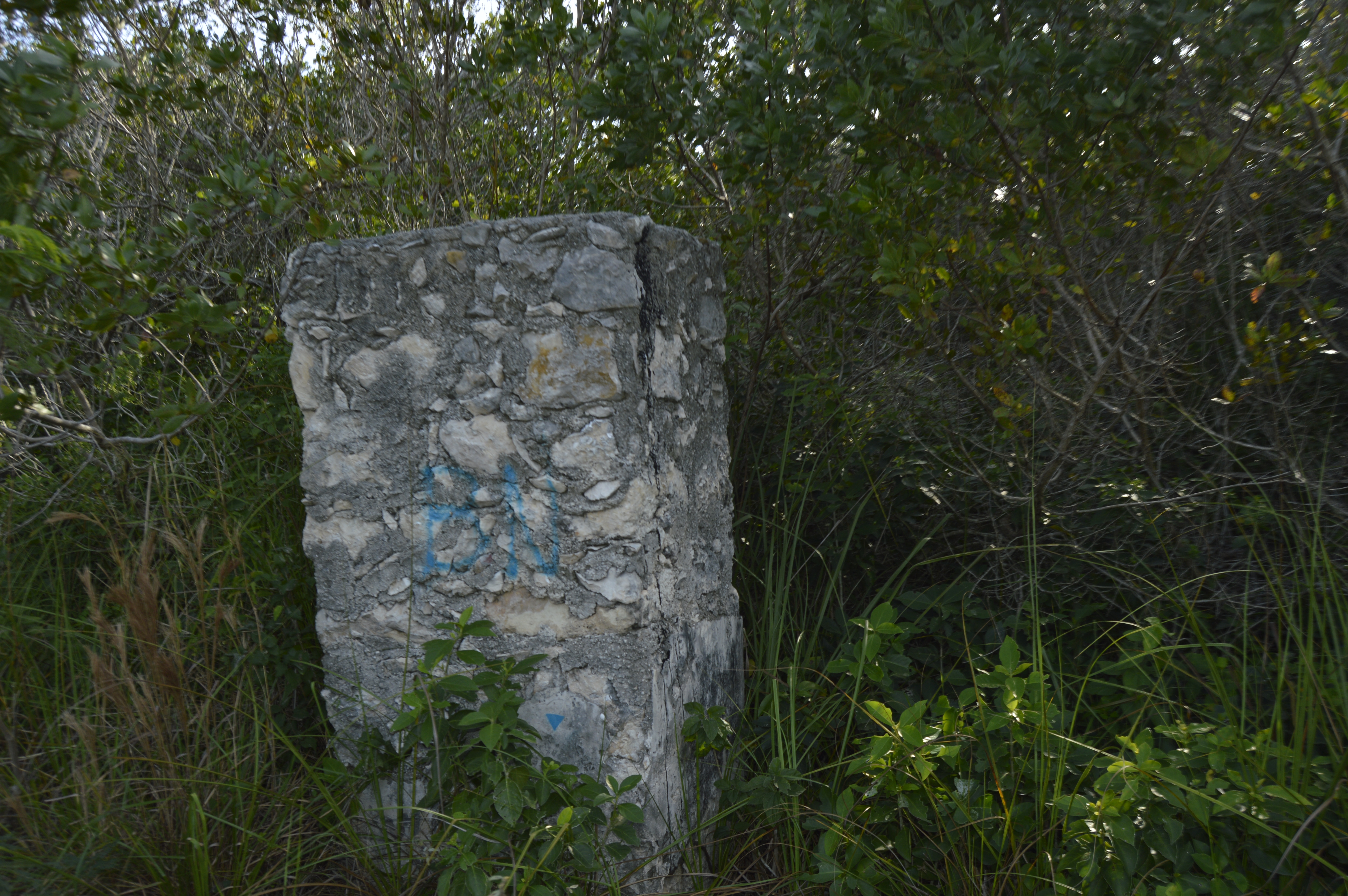
Leguario en la carretera Hunucmá-Sisal.

Primera Línea Telegráfica de Yucatán
Como preparativo de la visita, el comisario imperial José Salazar Ilarregui, inauguró el 12 de noviembre de 1865 el servicio telegráfico Mérida-Sisal, siendo esta la primera línea telegráfica de la península Yucateca, por la cual se anunció la llegada imperial de la emperatriz a tierras yucatecas. 
Leguarios
Es una de las huellas de la emperatriz hacia Mérida. Columnas de mampostería por el camino Mérida-Sisal (llamado Camino Real), en las que se grabó en relieve el número de cada legua. En la actualidad quedan en pie algunos leguarios. Otra obra conmemorativa fue en la fachada del edificio de la aduana, donde se empotró una lápida de mármol con la inscripción:

"Los empleados de Hacienda de Sisal, a la grata memoria de la feliz llegada a la península de su soberana la Emperatriz Carlota Amalia, el 22 de noviembre de 1865".

## Pugna en contra del nombramiento de pueblo mágico
Tras el nombramiento de pueblo mágico por parte de las autoridades, varios habitantes del pueblo bloquearon el día 5 de julio de 2021 la entrada al puerto argumentando que la derrama económica derivada por este título sería en gran medida únicamente para los empresarios que compraron terrenos en la costa. También fue en contra de la destrucción de manglares, el despojo de tierras y la subida de los precios de renta en el centro histórico.
Michelle Fridman Hirsch, secretaria de fomento turístico de Yucatán sostuvo que «tiene solicitudes de más de 50 prestadores de servicios turísticos», desestimando las protestas realizadas anteriormente y tachándolas de «provocaciones políticas».

## Demografía
Según el censo de 2020 realizado por el INEGI, la población de la localidad era de 2,078 habitantes, de los cuales 1,059 eran hombres y 1,019 eran mujeres.
| 100                         | 151 | 112 | 164 | 165 | 258 | 359 | 711 | 1185 | 1460 | 1545 | 1692 | 1672 | 1837 | 2078 |
| (Fuente: INEGI [Consultar]) |     |     |     |     |     |     |     |      |      |      |      |      |      |      |

## Galería

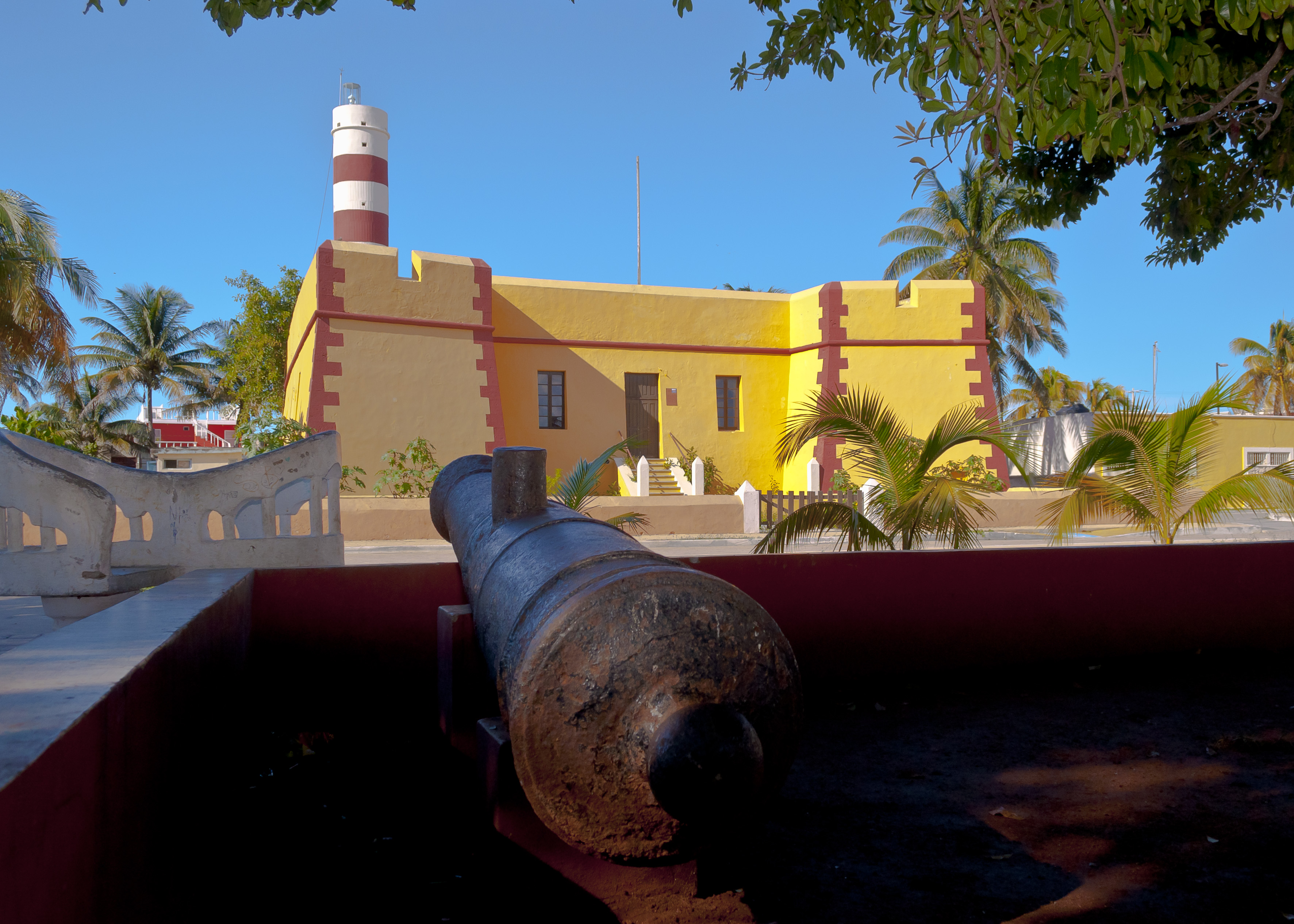
Fuerte de Santiago.
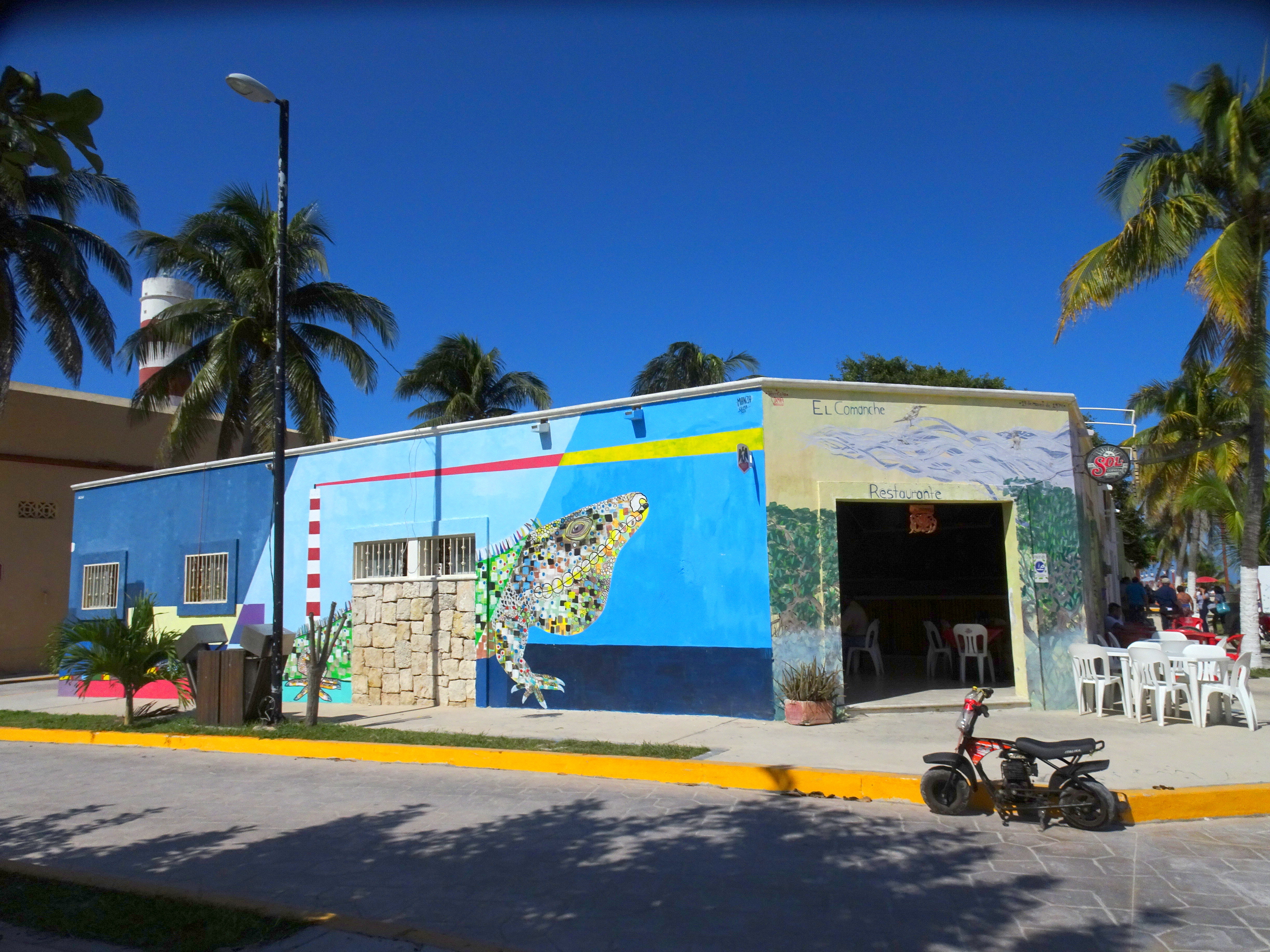
Restaurante con mural de un "tolok".
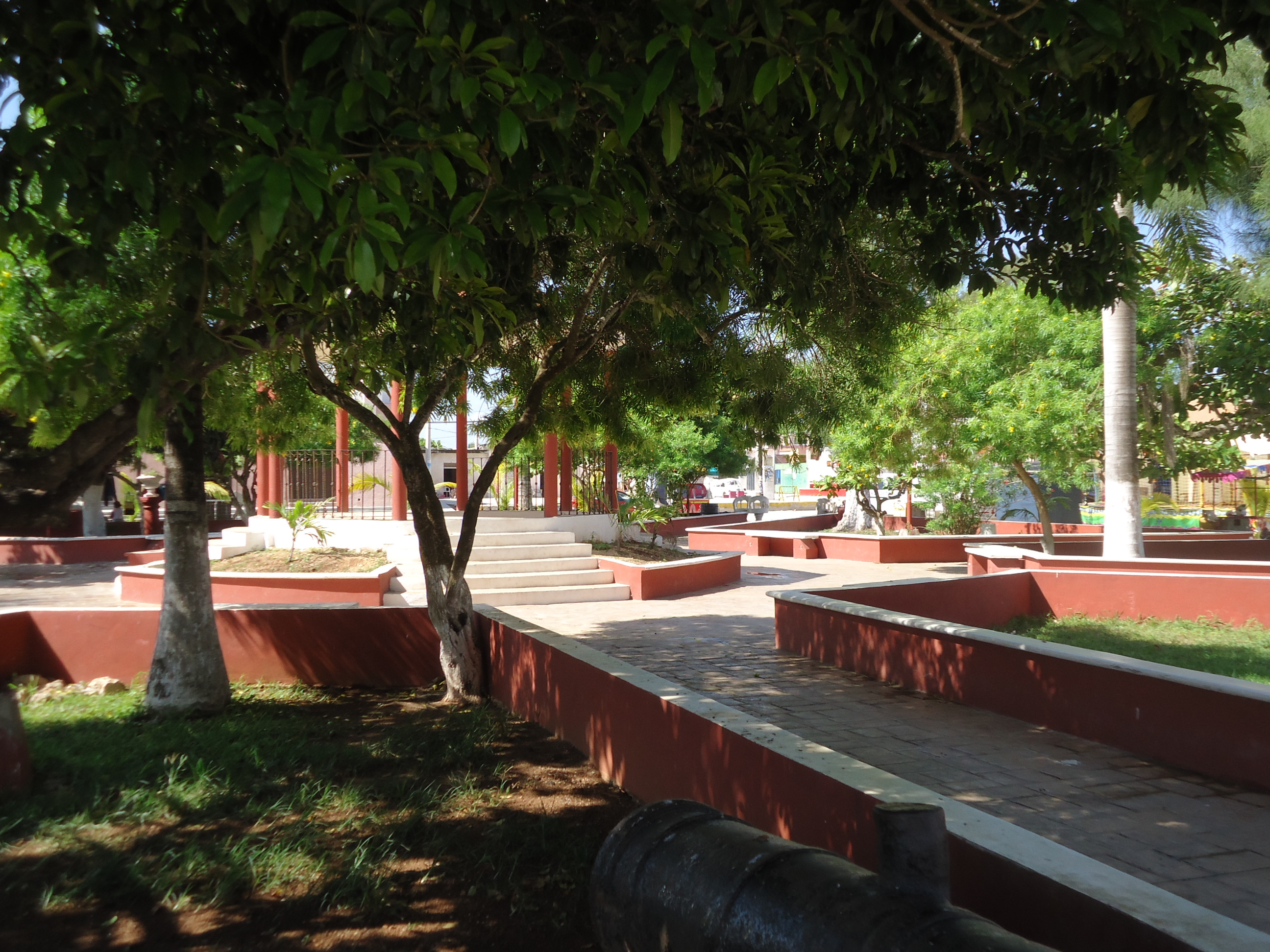
Vista panorámica del parque principal.
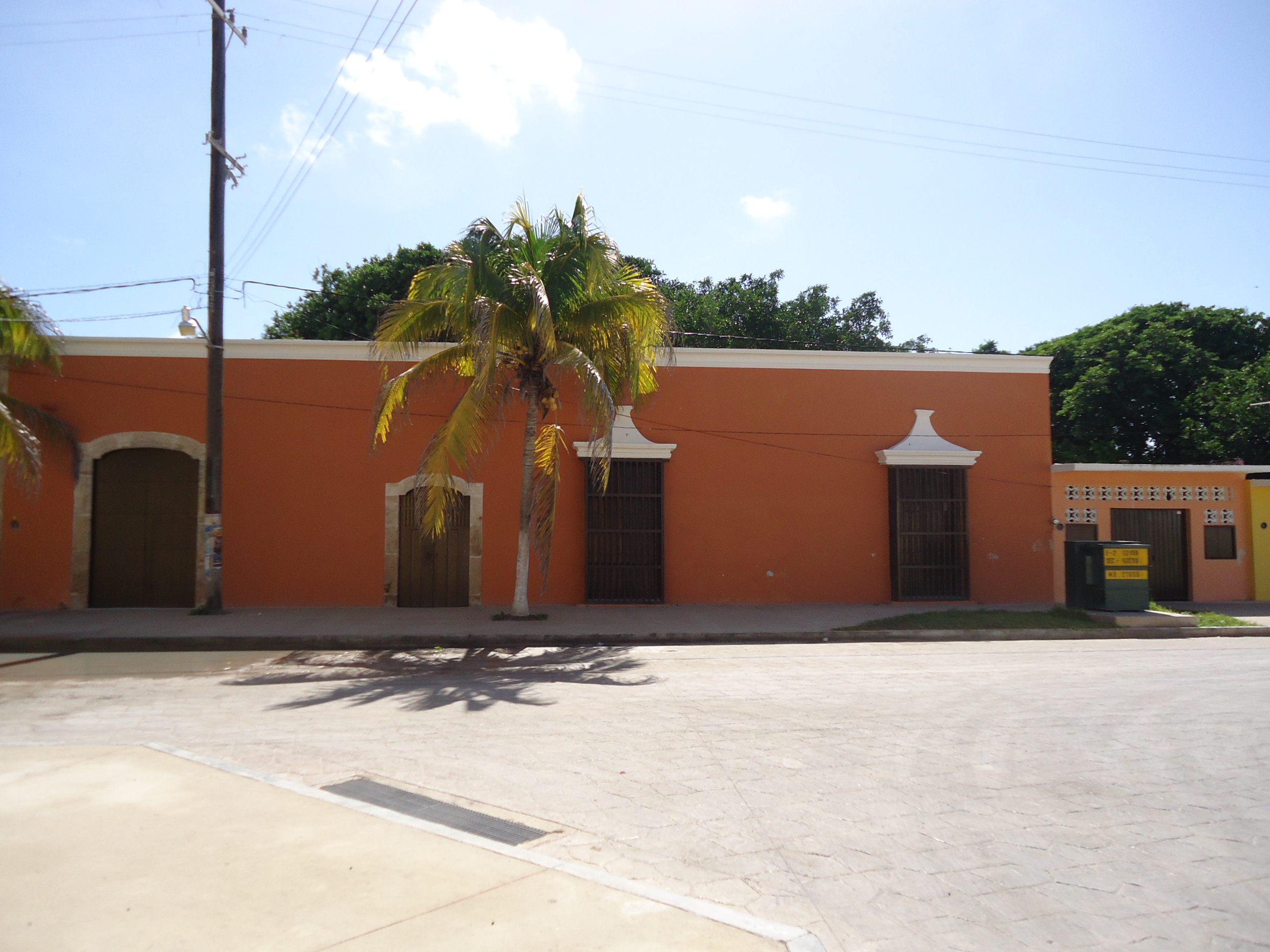
Lugar de hospedaje de Carlota en 1865. Sitio conocido popularmente como "Casa de la Emperatriz".
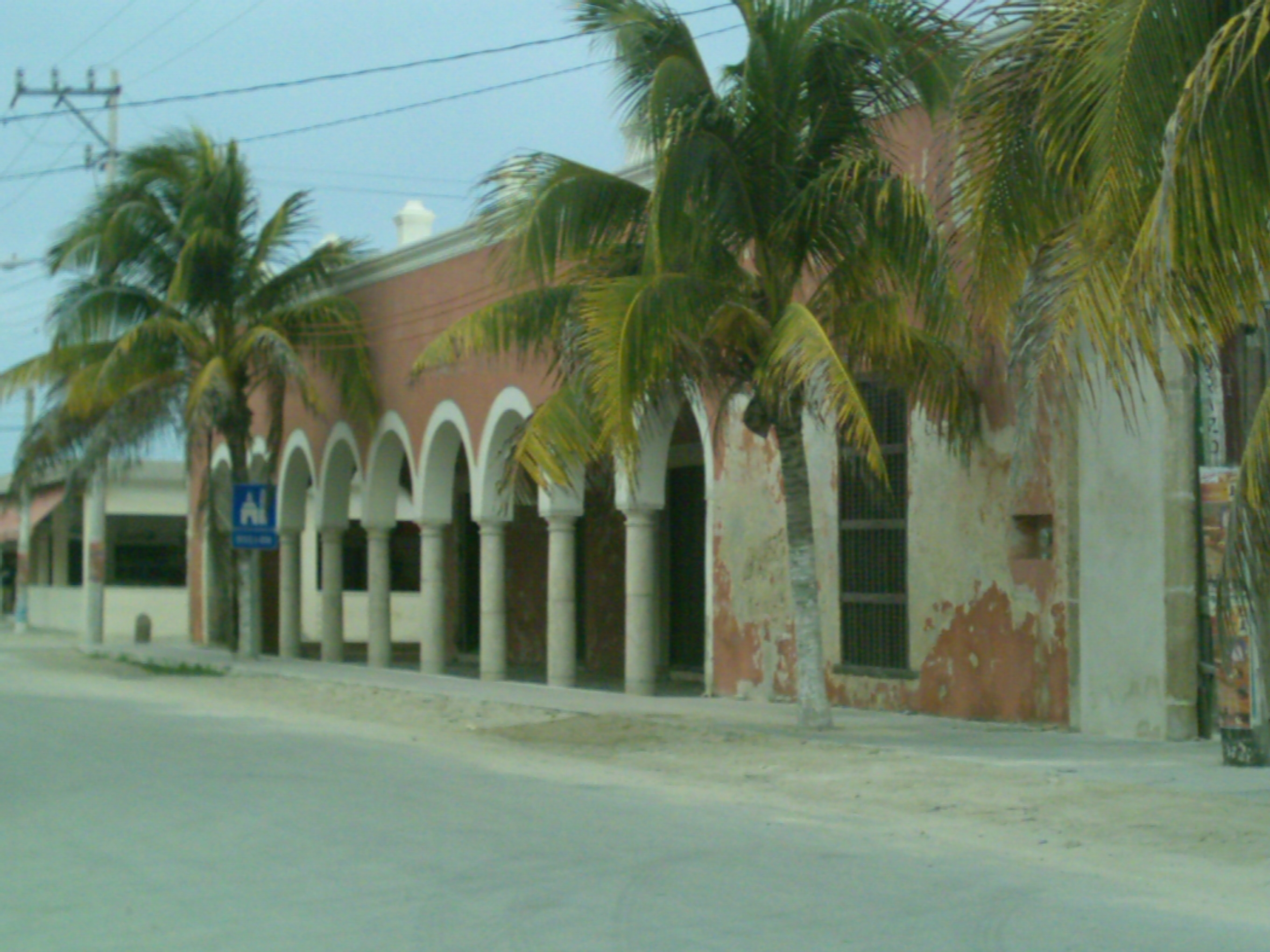
La antigua aduana en Sisal.
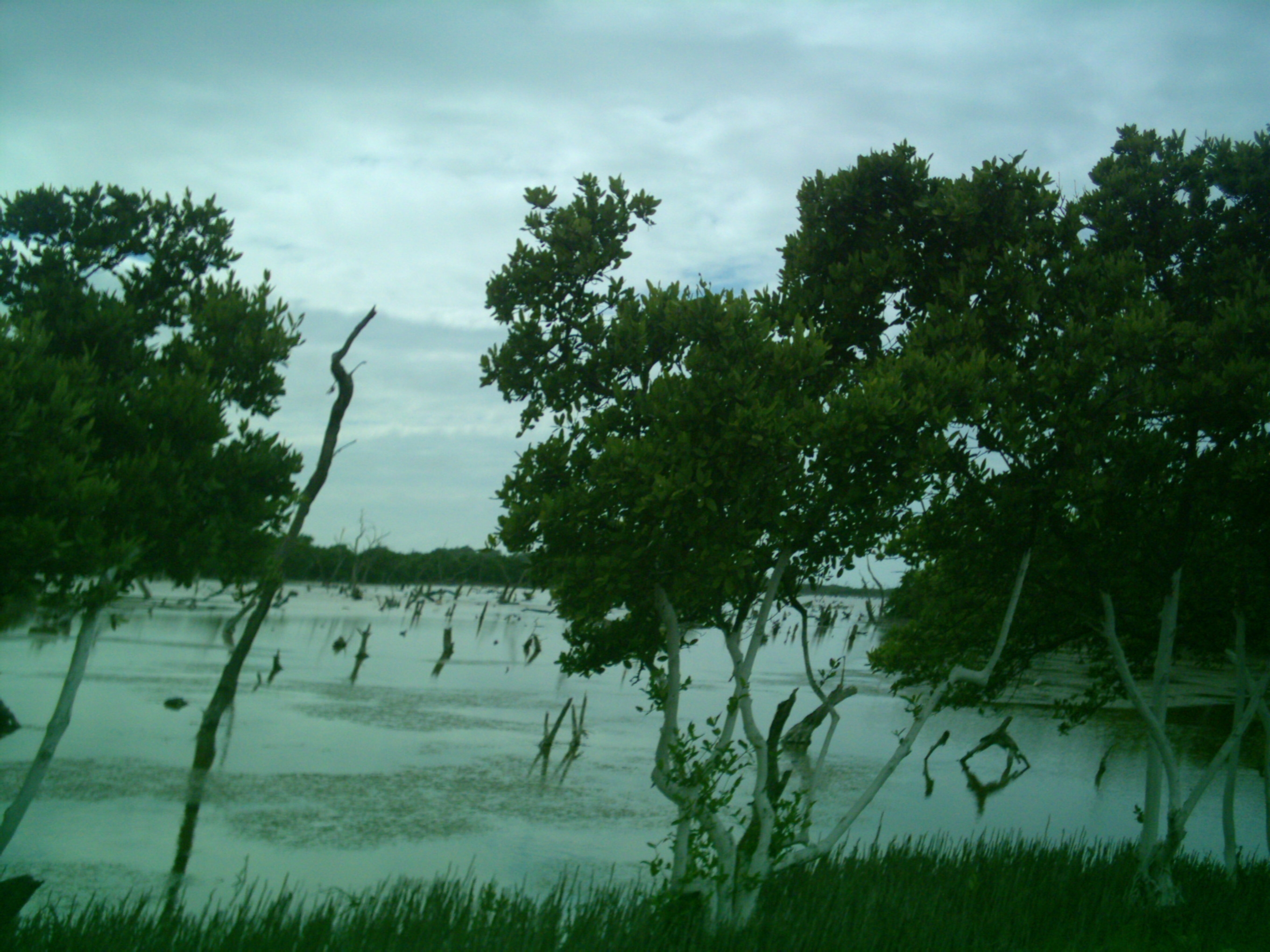
Manglares de la ciénaga de Sisal.
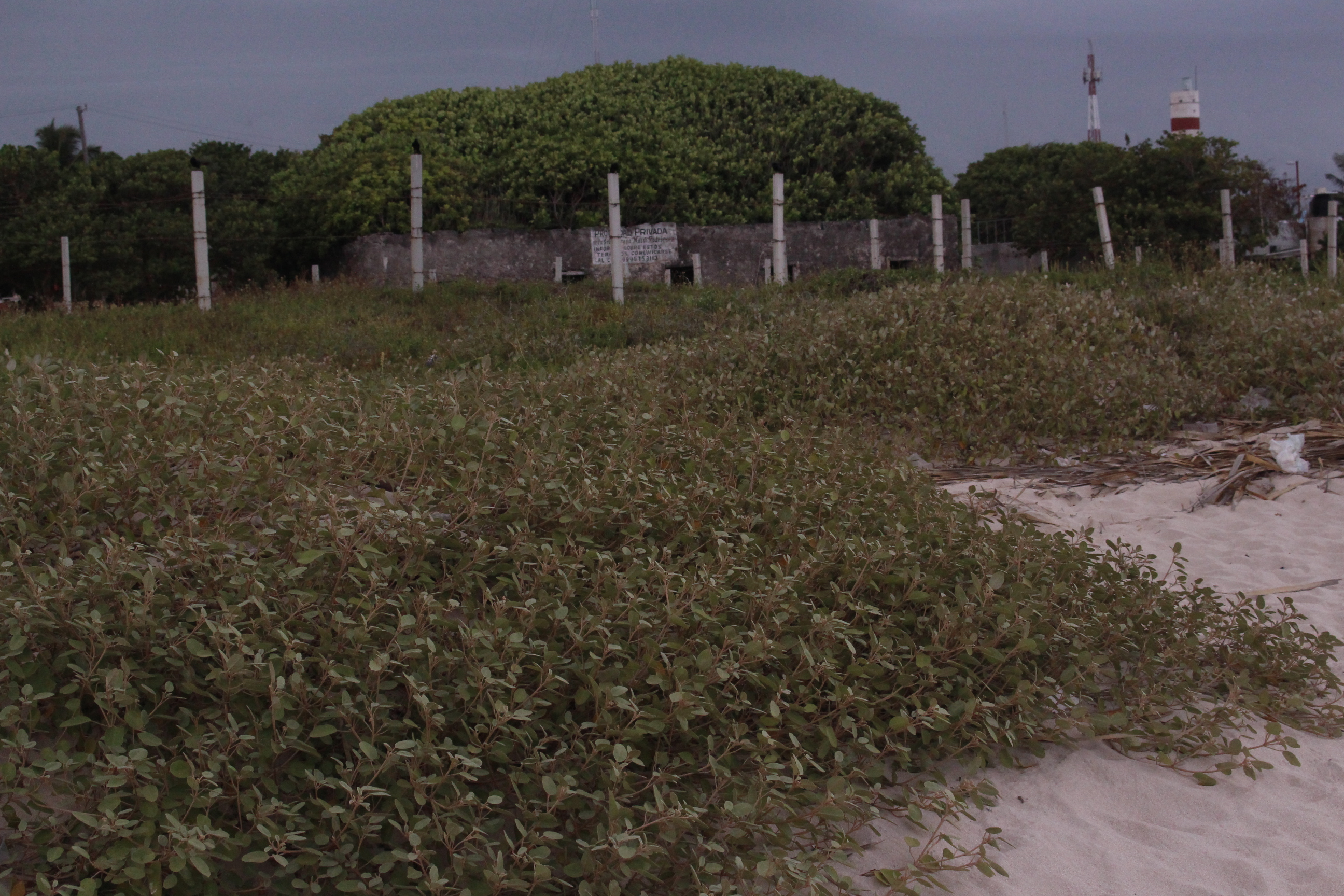
Dunas de la playa de Sisal.
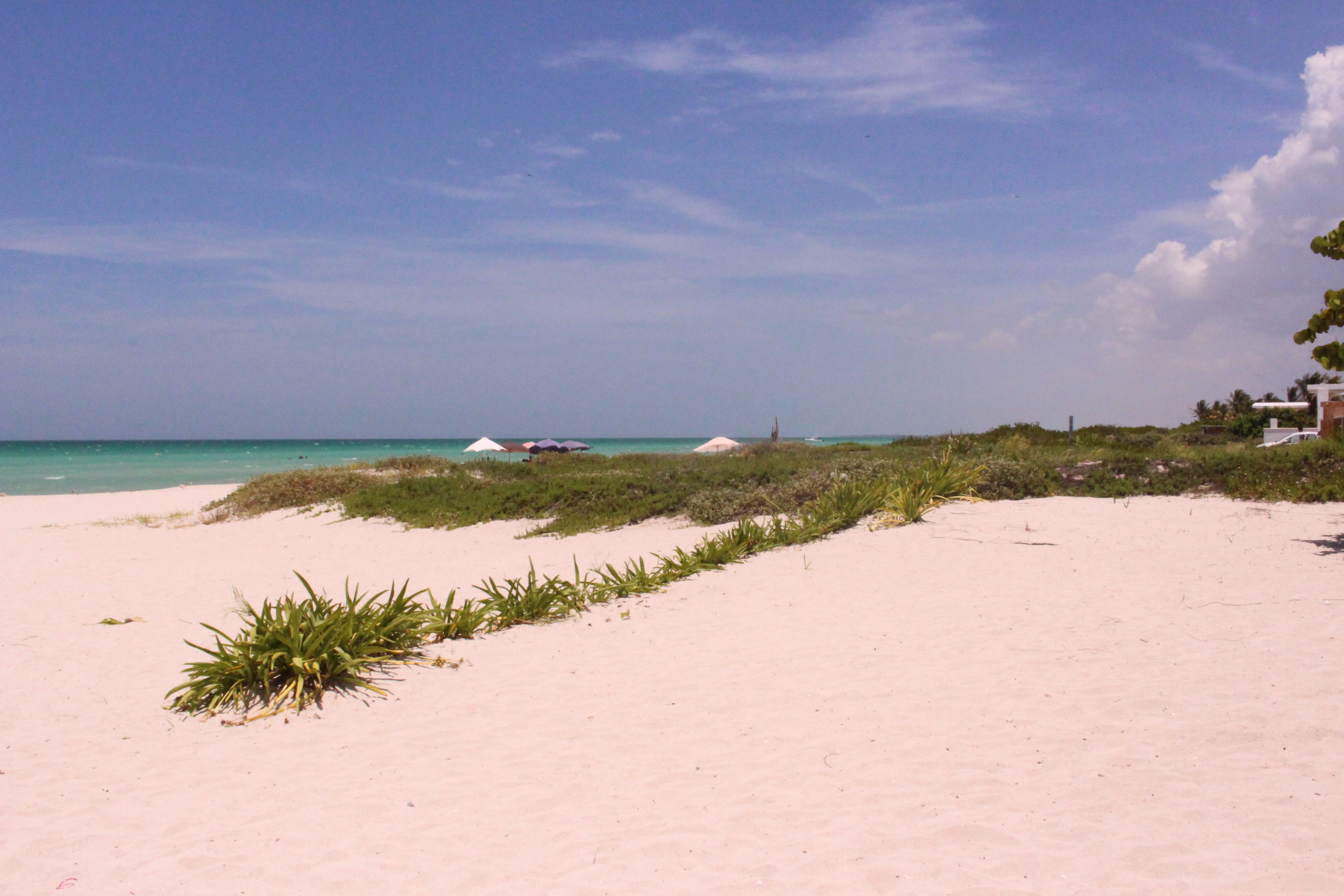
Dunas de Sisal.